# Afrepipona
Afrepipona (лат.) — род одиночных ос (Eumeninae). Известно около 20 видов. Афротропика.

## Описание
Мелкие осы, длина тела 6,1—9,7 мм у самок и 5,8—8,0 мм у самцов. От близких родов ос отличается следующими признаками: глаза разделены на две части одинакового размера; эпикнемальный киль развит; грудь не выпуклая в боковой проекции; метанотум без горизонтальной площадки и поперечного киля. Тегулы латерально не расширены, менее чем в 0,75 раза шире длины. Паратегулы видны сверху. Передняя поверхность переднеспинки латерально не густо пунктирована. Проподеум наклонен ниже уровня метанотума. Аксиллярная ямка округлая; престигма короче медианной длины птеростигмы. Метанотум без полупрозрачного, пластинчатого латерального киля; мезонотум пунктированный; тергит I без придатков; метанотум без бугорков; мезонотум без продольных килей. Задняя граница тергита I непрозрачная. Метанотум без боковых зубцов. Тегулы сужаются кзади, достигая заднего конца паратегул. Пронотум шире длины в дорсальном виде; тергит I длиннее ширины в дорсальном виде; задний конец тергита II с неглубокой впадиной. Тергит I более чем в 0,5 раза шире тергита II в дорсальном виде. Средние голени с одной шпорой. Переднее крыло с первой и второй возвратными жилками, исходящими в субмаргинальной ячейке II.

## Классификация
В мировой фауне известно около 20 видов. Афротропика.
- Afrepipona angusta (de Saussure, 1863)
- Afrepipona anomala Selis & Carpenter, 2024[2]
- Afrepipona cellularis Selis & Carpenter, 2024
- Afrepipona clonata Selis & Carpenter, 2024
- Afrepipona cuprea Selis & Carpenter, 2024
- Afrepipona lamellata Selis & Carpenter, 2024
- Afrepipona lamptoensis Giordani Soika, 1965 — Кот-д’Ивуар[6]
- Afrepipona lamptula Selis & Carpenter, 2024
- Afrepipona lobulata Selis & Carpenter, 2024
- Afrepipona macrocephala (Gribodo, 1894) — Мозамбик, Эфиопия
  - =Odynerus macrocephalus Gribodo, 1894
- Afrepipona meridionalis Selis & Carpenter, 2024
- Afrepipona occidentalis Selis & Carpenter, 2024
- Afrepipona orientalis Selis & Carpenter, 2024
- Afrepipona punctatissima Selis & Carpenter, 2024
- Afrepipona scabra Selis & Carpenter, 2024
- Afrepipona segregata Selis & Carpenter, 2024
- Afrepipona tertia Gusenleitner, 2011
- Afrepipona ulterior Selis & Carpenter, 2024
- Afrepipona vulcanica Selis & Carpenter, 2024[2]